# Tatiana Samolenko
Tatjana Volodymyrivna Apaitjev, (ukrainska: Тетяна Володимирівна Дорвоских), född Chamitova Хамітова, Samolenko i första giftet, i andra giftet Dorovskych Доровских) 12 augusti 1961, i byn Sekretarka i Severnyj rajon (Norra distriktet) i Orenburg oblast i Ryska SFSR, är en före detta sovjetisk friidrottare (medeldistans). Som tonåring flyttade hon till Zaporozje i Ukrainska SSR. 
Samolenkos genombrott kom när hon vid EM 1986 blev tvåa på 1 500 meter. 1987 började hon med att bli världsmästare inomhus på 3 000 meter och bli tvåa på 1 500 meter. Utomhus samma år blev hon världsmästare på båda distanserna. 
Vid de olympiska sommarspelen 1988 i Seoul blev hon olympisk mästare på 3 000 meter och slutade på tredje plats på 1 500 meter. Framgången fortsatte vid VM 1991 i Tokyo där hon försvarade sitt guld på 3 000 meter och blev silvermedaljör efter Algeriets Hassiba Boulmerka på 1 500 meter. 
Vid de olympiska sommarspelen 1992 i Barcelona blev hon silvermedaljör på 3 000 meter efter landsmannen Jelena Romanova. Hon deltog även på 1 500 meter där hon blev fyra.

## Personliga rekord
- 1 500 meter - 3:57,92
- 3 000 meter - 8:26,53